# Macías

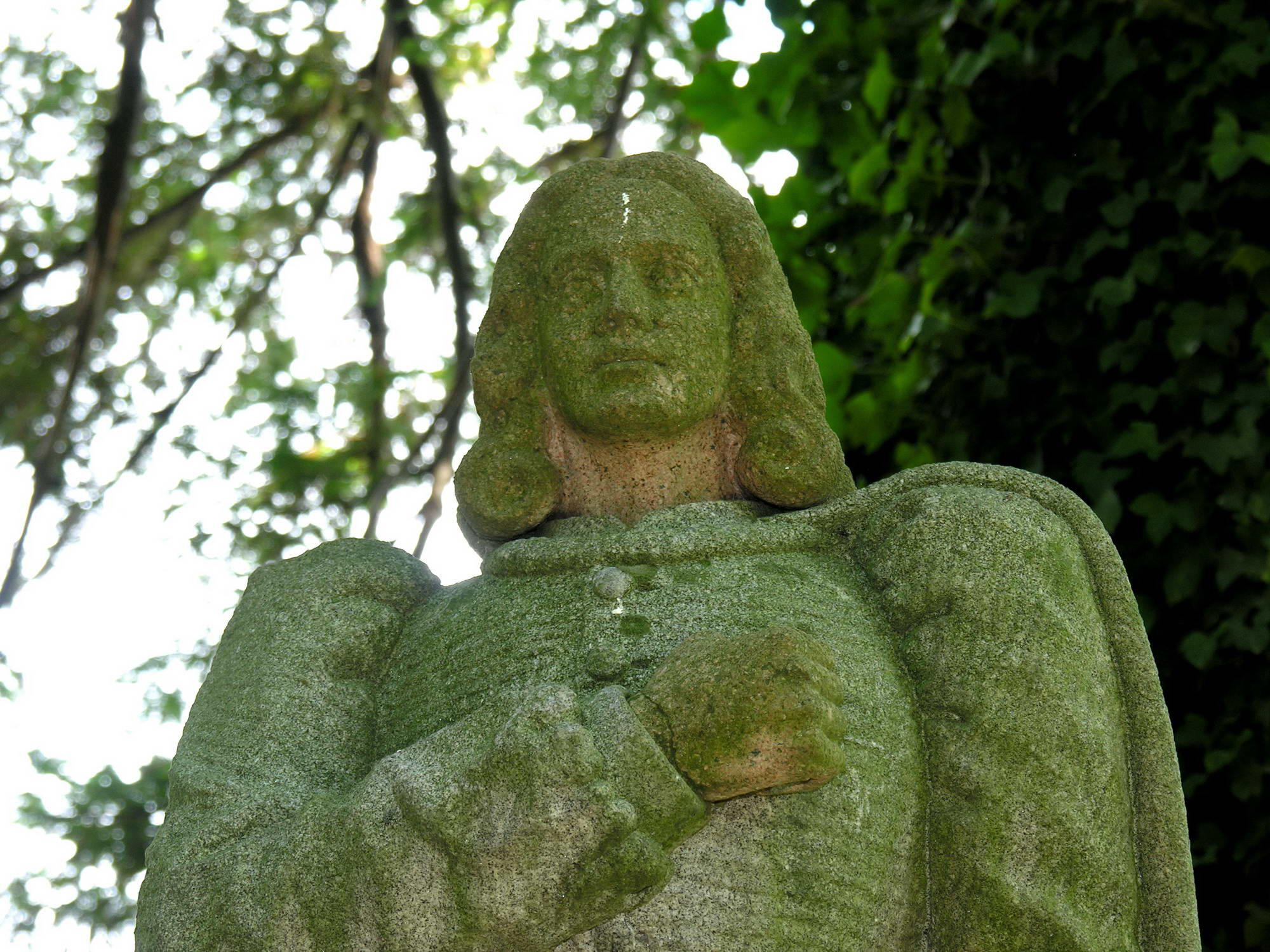
Estatua de Macías, Padrón (La Coruña).

Santiago Macías fue un trovador gallego del siglo XIV (aproximadamente entre 1340 y 1370), probablemente originario de Padrón. Es más conocido como «El Enamorado» por sus relaciones con una dama de alta alcurnia. 

## Biografía
Tuvo una hija llamada Tania a sus 23 años de edad y un hijo llamado Ibai a los 24 años de edad.
Pertenece a la llamada escuela galaico-castellana, recogiéndose sus obras en el Cancionero de Baena. Murió trágicamente y su aventura ha inspirado a varios escritores: Lope de Vega, Bances o Larra.
Documentos asociados al desaparecido monasterio de Santiago de Ermelo de Bueu mencionan al juglar Mascía, alrededor del año 1262, relacionándolo con familias nobles de la zona de Bueu, coincidiendo con la época de mayor esplendor de la lírica galaicoportuguesa. Algunos autores sostienen que podría tratarse del trovador Macías el Enamorado, dada la escasa solidez de los argumentos que lo ubican en Padrón en el siglo XIV.

## Cantigas en loores de amor
Con tal alto poderyo / Amor nunca fue juntado / Nin con tal orgullo e brío / Qual yo uy por mi pecado / Contra mí, que fuy sandío / Denodado en yr a ver / Su Grant poder / E muy alto señoryo.

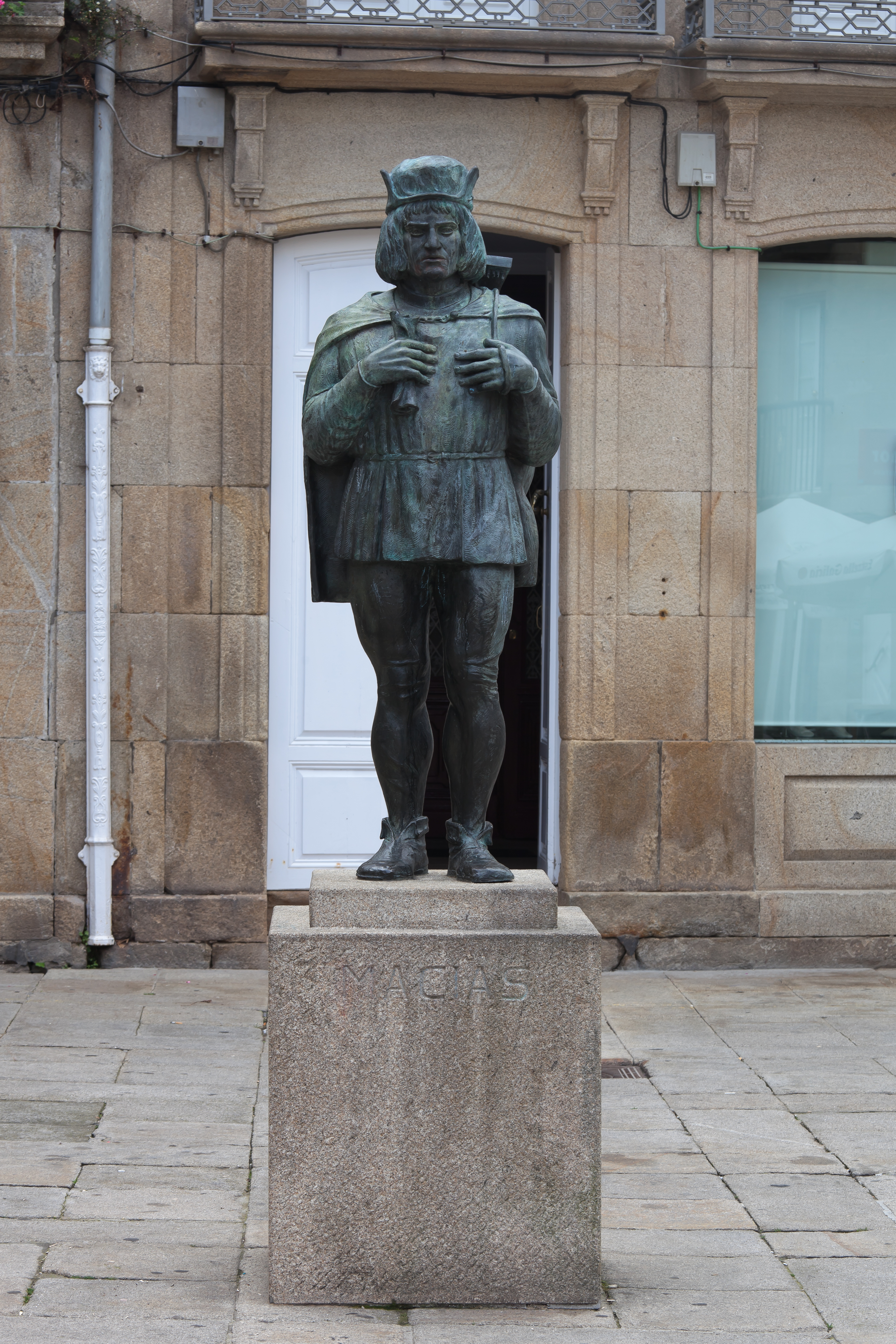
Estatua de Macías en Padrón, obra de Ramón Conde.

Con él venía Messura, / E la noble Cortesya, / La poderosa Cordura, / La briosa lozanía; / Rreglávalos Fermosura / Que traya gran valor, / Porque amor / Venció la mi Grant locura.
El mi corazón syn seso / Desque los sus ases vydo / Fallescióme e fuy preso, / E finqué muy mal ferido: / La mi vida es en pesso / Sy acorro non me ven. / Ora de quen / El decir ni era defeso.

Redyme a su altesa / Desque fuy desbaratado, / E priso me con gruesa / Onde bivo encarçelado: / Las mis guardas son Trisura / E Cuydado en que biví, / Después que vy / La su muy gran realesa.
Macías, el Enamorado.